# Remigius Machura (1986)
Remigius Machura ml. (* 7. ledna 1986 Praha) je český atlet, koulař, ragbista a hráč amerického fotbalu. Jeho otec je Remigius Machura, bývalý koulař.

## Sportovní kariéra
S atletikou začal v 15 letech ve Spartě Praha, kde ho trénoval otec. V mládí se kromě atletiky věnoval ragby.
V roce 2005 se stal juniorským mistrem Evropy a zopakoval tak 26 let starý úspěch svého otce. S přechodem mezi seniory však dlouho nezaznamenával výkonnostní vzestup. Patřil mezi koulaře atakující hranici 19 metrů.
Změna přišla v sezóně 2010, kdy Machura hodil limit na mistrovství Evropy v Barceloně a poprvé hodil na hranici 20 m. Na ME ale nepostoupil z kvalifikace. Na podzim téhož roku u něj stejně jako v minulosti u jeho otce dopingová kontrola odhalila zakázanou látku. Za použití růstového hormonu mu byl udělen dvouletý zákaz činnosti, Machura obvinění odmítal. Po vypršení trestu v roce 2012 byl v dokumentárním filmu Dva nula náhodou natočen, jak o užívání hormonu hovoří, poté tvrdil, že šlo o žert.
K atletice se již nevrátil a oznámil konec sportovní kariéry. V roce 2013 však začal hrát americký fotbal za tým Prague Black Panthers, se kterým v červenci 2015 získal titul. Ještě předtím opakovaně porušil antidopingová pravidla včetně odmítnutí dopingové kontroly v únoru téhož roku. Následně Mezinárodní sportovní arbitráž vyhověla požadavku Světové antidopingové agentury a Machura byl potrestán zákazem sportovní činnosti na osm let.

## Osobní rekordy

### Venku
- 20,00 m (07.07.2010)

### V hale
- 19,21 m (26.01.2007)